# Seille (Moselle)
49°7′32″N 6°11′8″Ø / 49.12556°N 6.18556°Ø
Seille (fransk: la Seille (udtale: [la sɛj]?), tysk: Selle) er en flod i det nordøstlige Frankrig. Det er en biflod til Mosel. Den er også kendt som Seille lorraine eller Grande Seille ("store Seille"), for at skelne den fra en anden Seille, en lille biflod til Saône.
Den udspringer nær Azoudange, i departementet Mosel. Efter Lindre-søen, passerer den uden om byen Dieuze, og krydser Vic-sur-Seille og Nomeny inden den løber ud i Mosel i Metz. Den er 138 km lang, og afvander et område på 1348 km². Det meste af  vejen ligger floden i Mosel, bortset fra  mellem Aulnois-sur-Seille og Cheminot, som er i Meurthe-et-Moselle. Seille danner også skellet mellem Mosel og Meurthe-et-Moselle fra Chambrey ved Aulnois-sur-Seille.

## Øvre løb
Med udspring i Pond-regionen, krydser Seille derpå  Saulnois, en region i den sydlige del af Mosel. Denne sektion af floden er en del af Parc naturel régional de Lorraine ("Regionale naturpark i Lorraine"). Floden strømmer derefter ind i en stor dal, hvor jorden hovedsageligt består af mergel og ler. Siden middelalderen er der gjort meget arbejde for at gøre floden sejlbar i dette område, for at dræne sumpe og for at begrænse oversvømmelserne af tilstødende lavtliggende områder.
Dens lineære forløb og træløse bredder gør at den ikke har stor landskabsmæssig betydning og erosionen af dens bredder skaber problemer. På trods af dette, er dalen af biologisk interesse: saltvandsfremkomster har ført til, at der er forskellige plantearter, som normalt kun findes ved kystlinjer, herunder salturt, strandasters og hindeknæ.
Fra  2004 er der sket genplantning af flodens bredder. 
Seille har en række bifloder, de mest vigtige er:
- Spin og Verbach, i Dieuze (højre bred)
- Ruisseau de Videlange  i nærheden af Mulcey (højre bred)
- Nard, i Marsal (venstre bred)
- Petite Seille i Salonnes (højre bred)
- Loutre Noire i Moncel-sur-Seille (venstre bred)

## Nedre løb
Seilles nedre løb er langt mere snoet langs grænsen til departementet Moselle.
Denne del af floden har forholdsvis få bifloder:
- Osson, ved Ajoncourt
- Ruisseau Saint-Jean i Létricourt (højre bred)
- Ruisseau Saint-Pierre

Endelig, i Metz, efter at have passeret Porte des Allemands (et 1300-tals slot), flyder Seille ud i Mosel (højre bred).

## Flora og fauna
Floden er klassificeret som "Kategori II" (kategorier er baseret på typer af fisk), og er levested for et meget stort antal forskellige fisk.
Det er også hjem for en række andre dyr såsom odder, hejrer og sommerfuglelarver. Seille lider under eutrofiering.

## Stednavne
Mange byer og landsbyer indeholder navnet på floden. Her er nogle eksempler: Aboncourt-sur-Seille, Aulnois-sur-Seille, Bey-sur-Seille, Brin-sur-Seille, Mønt-sur-Seille, Haraucourt-sur-Seille, Mailly-sur-Seille, Malaucourt-sur-Seille, Moncel-sur-Seille, Morville ' -sur-Seille, Port-sur-Seille, og Vic-sur-Seille.
Endelsen "sur-Seille" betyder "ved Seille". 